# Linella
Linella este o rețea de magazine din Republica Moldova, parte din holdingul „Dragan Group”, care cuprinde mai multe companii din domeniul vinificației și mezelurilor. În 2011 Linella a devenit parte din „Ducates Grup” și în același an s-a deschis primul magazin în afara Chișinăului, în orașul Telenești.
În 2018, rețeaua Linella număra peste 86 de magazine pe tot teritoriul Republicii Moldova. De asemenea Linella a intrat în top 100 branduri moldovenești în anul 2016.

## Istoric

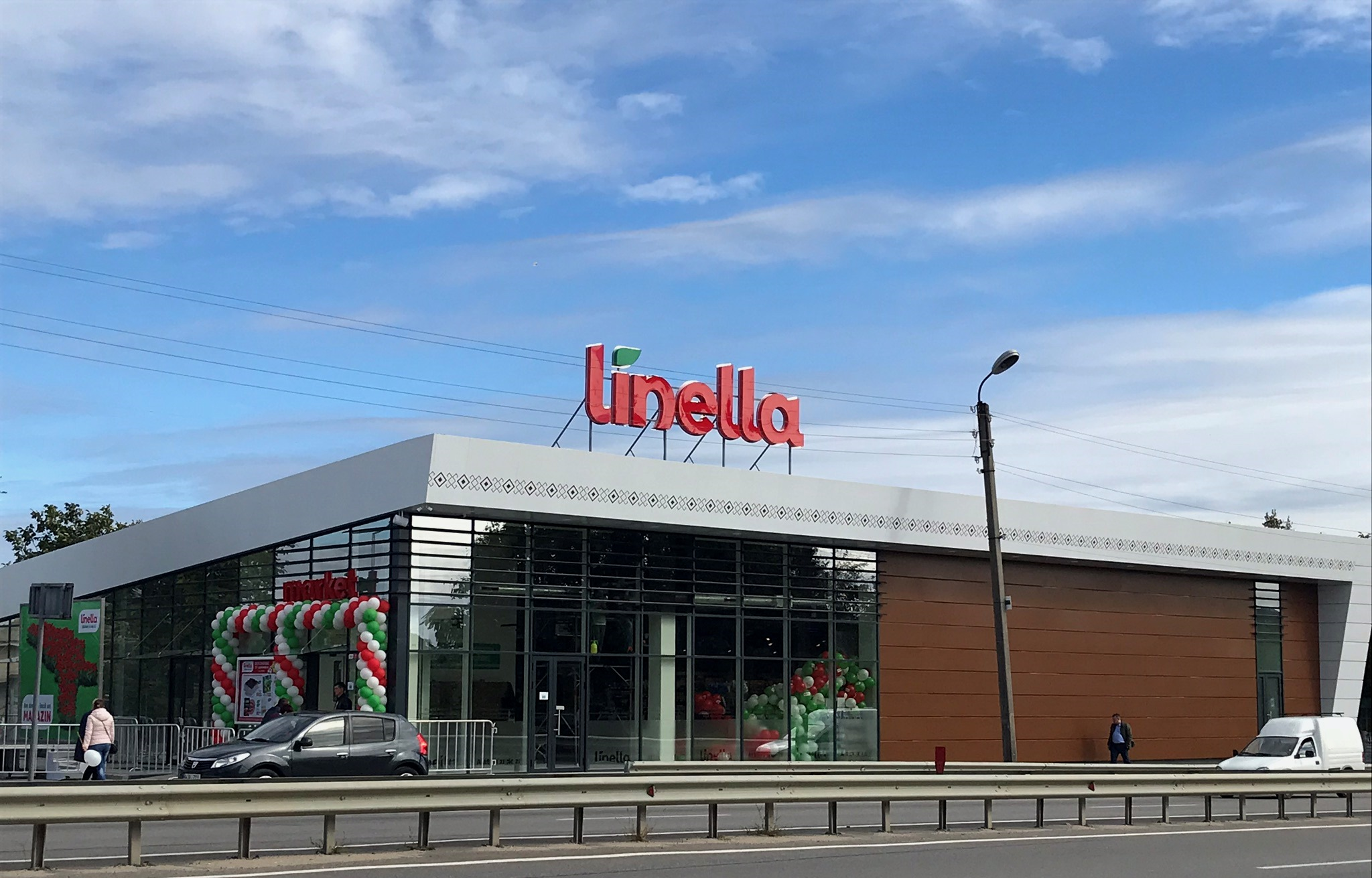
Magazinul Linella de la Măgdăcești

Primul magazin Linella a fost deschis la 17 octombrie 2001, de tip deservire la tejghea, în sectorul Ciocana al municipiului Chișinău. În 2004 au fost deschise 3 magazine de tip autodeservire. Către 2013, rețeaua s-a extins ajungând la 23 unități comerciale. În 2014, Linella a preluat controlul asupra rețele de supermarketuri „Unimarket Discount”, care deținea la moment 33 de magazine. În acel moment, a devenit cel mai mare lanț de magazine din Republica Moldova, cuprinzând mai mult de 50 de magazine.
În anii 2015-2016, director general al companiei a fost Cristian Gunther Morath. În 2016 logo-ul Linella a fost schimbat, fiind reprezentat prin culorile roșu și verde cu un desen în stilul național, totodată a fost lansat un nou slogan: „Alături zi de zi”. Din 2017, director general este Valentin Scurtu.

## Activitate

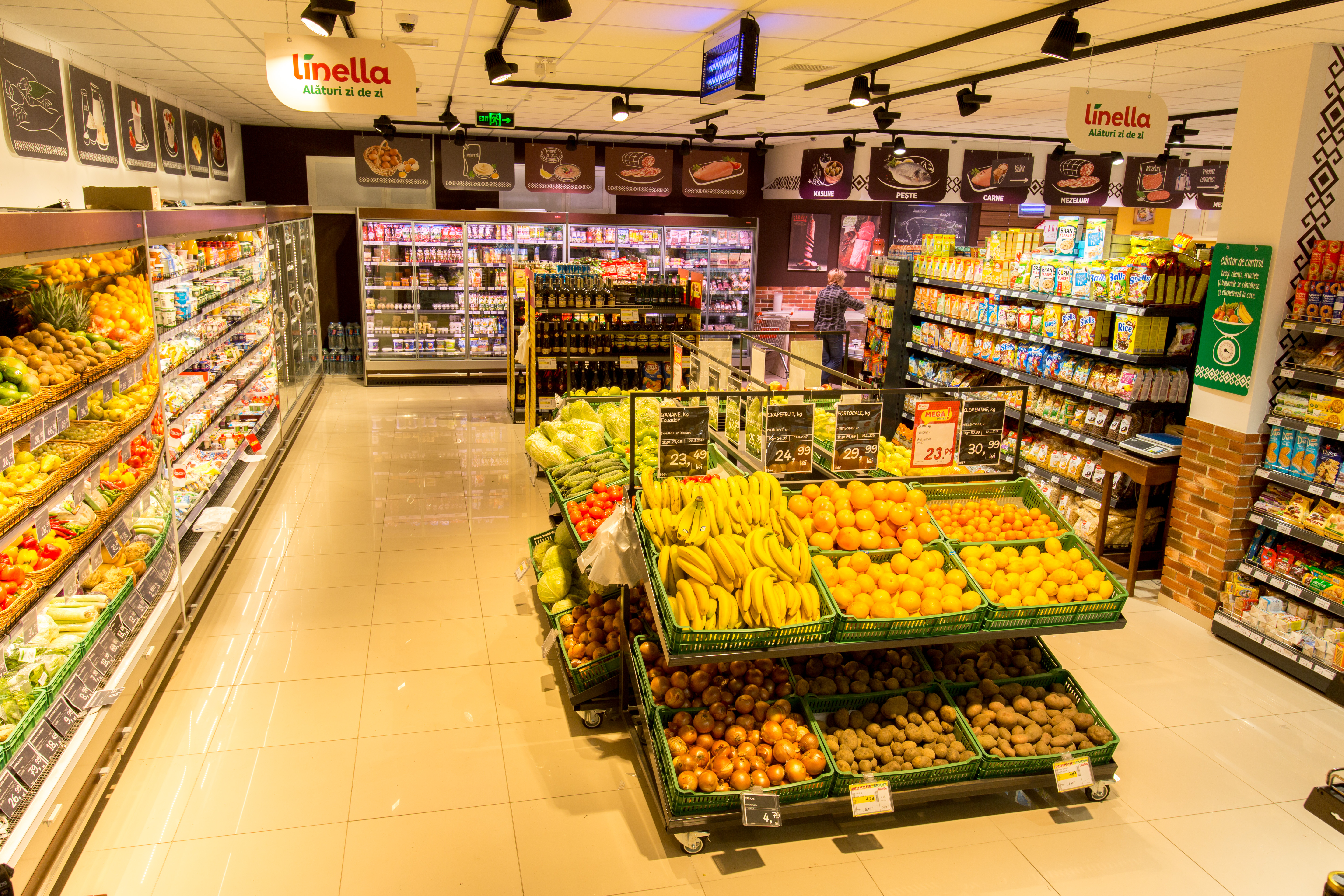
Interiorul unui magazin.

Din 2015, compania a început să dezvolte 2 formate noi de magazine. „Super Linella” este un concept comercial ce dispune de o suprafață comercială de peste o mie de metri pătrați și o gamă de 12.000 de articole. „Linella Express”, concept format în 2016, reprezintă magazine de o suprafață mai mică, reprezentate în cartierile Chișinăului și a localităților rurale.
Linella dezvoltă o gamă de produse sub marcă proprie, o alternativă cu până la 20% mai ieftină față de produsele asemănătoare: „O Preț Mic!” și „brandul Linella”.